# علي خالقي (كيسكان)
علي خالقي (بالفارسية: علی خالقی) هي قرية تقع في إيران في قسم كيسكان الريفي.